# Bandura (instrument)
Bandura (ukr. бандура) je ukrajinski nacionalni žičani instrument, koji se kroz oblike poput lutnje te samog instrumenta kobze, očuvao još od vremena srednjovjekovne države Kijevske Rusi. Današnji oblik bandure se razvio krajem 19. stoljeća iz instrumenta kobze koji su često svirali ukrajinski kozaci. Bandura se danas veže pretežito uz romanse, balade i slične oblike glazbenih izvedbi, no prije je bandura bila vezana gotovo isključivo za povijesno epske pjesme, u širem društvu poznatije kao «dume».
Banduri su kroz povijest dodavane strune, oblik se nešto izmijenio, kao i opseg tonova. Suvremena bandura ima četiri i pol oktave ugrađene u g-duru. Instrument se gradi od nekoliko vrsti drveta: javora, bukve, kruške ili klena. Instrument u jednoj mjeri nalikuje harfi i na sličan način zvuči. Osobe koje sviraju banduru nazivaju se «banduristi», dok su ukrajinski kozaci koji su svirali kobzu bili poznati kao «kobzari».
Ukrajinski kobzari, potom banduristi, su imali vrlo veliki društveno-politički utjecaj u ukrajinskom društvu. Oni su na svojstven način imali ulogu društvenog glasnika koji na vrlo emotivan način prikazuje realno stanje i raspoloženje društva u zemlji, navješćujući promjene i budeći domoljublje. Za vrijeme Sovjetskog Saveza banduristima nije bilo dozvoljeno pjevati što potvrđuje da banduristi nisu predstavljali isključivo glazbenike.
Glazba bandure danas se smatra najplemenitijom glazbom u ukrajinskim društvu i nju često, i gotovo isključivo, izvode profesionalni glazbenici i umjetnici tradicionalnog štovanja bandure. Za Ukrajince, glazba bandurista predstavlja vrlo važnu kulturnu sponu u kompleksnoj ukrajinskoj povijesti. Svojim sačuvanim napjevima banduristi su kroz povijest u velikoj mjeri očuvali i ukrajinski jezik, koji svoje staroslavenske korijene vuče još iz 10. stoljeća.

## Vanjske poveznice
- A Ukrainian musical instrument
- Кобзарський Цех (Україна)  Arhivirana inačica izvorne stranice od 17. prosinca 2021. (Wayback Machine)
- Бандурист - сайт про бандуристів  Arhivirana inačica izvorne stranice od 27. travnja 2012. (Wayback Machine)
- Ukrainian Bandurist Chorus
- Andrij Birko's bandura making blog